# 北岛康介
北島康介（日语：／ Kitajima Kōsuke，1982年9月22日—），日本前男子游泳運動員，出生在東京都荒川區，身高178公分，体重73公斤，有「日本蛙王」之稱，曾經獲得2004年夏季奥林匹克运动会的100米蛙泳與200米蛙泳的金牌，並在2008年夏季奥林匹克运动会上蟬聯這兩個項目的金牌。並在2012年夏季奥林匹克运动会上再度进入這兩個項目的决赛。

## 簡介
北島康介的游泳姿勢曾經造成爭議，在他以蛙式開始游泳及轉身時，一些人說他的腿部的移動方式類似蝶泳的移動方式，這是2004年雅典奧運會所禁止的。因為這件事北島康介的對手也曾正式提出抗議，但是北島康介不曾因此在比賽中被取消資格。也許是因為2004年雅典奧運會的爭議，國際業餘游泳聯合總會已經改變蛙泳的規則，從2005年世界游泳錦標賽開始，允許選手可以在開始與每次轉身時使用類似蝶泳的腿部動作。

他在蛙泳這個項目上最大的競爭對手是美國的布蘭登·韓森（Brendan Hansen），他們曾在一些比賽中互相競爭，包括2003年世錦賽、2004年雅典奧運與2005年世錦賽。北島康介也於2003年世錦賽中分別在100米蛙泳與200米蛙泳都打破世界紀錄。雖然後來200米蛙泳的紀錄再度被Dimitri Komornikovm與布蘭登·韓森所打破，紀錄為2分08秒50，韓森目前也保持著100米蛙泳的世界紀錄。
北島康介於2004年雅典奧運時在100米蛙泳與200米蛙泳擊敗布蘭登·韓森與Dániel Gyurta，獲得金牌後於日本引起一陣旋風。在奪得100米蛙泳金牌時，他在泳池邊接受訪問時，說了一句「感覺超棒」（日语：チョー気持ちいい）。這句話後來獲選為2004年日本新語、流行語大賞。北島康介也與其他隊友在4x100米混合泳接力獲得銅牌，並同時打破亞洲紀錄。
北島康介在2006年多哈亞運中蟬聯100米蛙泳與200米蛙泳的金牌，不過在50米蛙泳這個項目則敗給哈薩克的普利亞科夫（Vladislav Polyakov）。
北岛康介在2008年北京奧運開幕前，曾經說過：「我不奪金牌，我就不會回國！」其後，北岛康介以破世界記錄贏得男子200米蛙泳冠軍，並再度奪得男子100米蛙泳金牌。北島康介在北京奧運後宣布退役。
北島康介在2010年宣布復出。他在2012年日本全國游泳錦標賽奪得100公尺蛙式冠軍，也成為第1位4度獲得奧運參賽資格的日本泳將，在男子100公尺蛙式決賽衝出58.90秒佳績，刷新日本紀錄。北島康介在東京辰巳國際游泳館，以0.70秒差距擠下對手立石諒，後來兩個人都取得2012年倫敦奧運參賽資格。
2016年4月，为获得里约奥运会的参赛资格，北岛参加了日本游泳锦标赛，首先他在男子100米蛙泳上游出了59秒93，没能达到日本游泳联盟规定的59秒63的奥运派遣标准成绩，之后他又在男子200米蛙泳中仅位列第五，至此北岛无缘里约奥运，比赛结束后他宣布正式退役。

## 紀錄

### 世界記錄
北島康介曾經打破3次世界紀錄：
| 賽事                 | 地點     | 項目        | 名次 | 成績      |
| -------------------- | -------- | ----------- | ---- | --------- |
| 2003年世界游泳錦標賽 | 巴塞隆納 | 100公尺蛙泳 | 金牌 | 59秒78    |
| 2003年世界游泳錦標賽 | 巴塞隆納 | 200公尺蛙泳 | 金牌 | 2分09秒42 |
| 2008年北京奧運       | 北京     | 100公尺蛙泳 | 金牌 | 58秒91    |

### 奧運紀錄
| 賽事                     | 地點 | 項目        | 名次 | 成績      |
| ------------------------ | ---- | ----------- | ---- | --------- |
| 2004年夏季奥林匹克运动会 | 雅典 | 200公尺蛙泳 | 金牌 | 2分09秒44 |
| 2008年北京奧運           | 北京 | 100公尺蛙泳 | 金牌 | 58秒91    |
| 2008年北京奧運           | 北京 | 200公尺蛙泳 | 金牌 | 2分07秒64 |

### 日本紀錄
北島康介目前保持5项蛙泳日本紀錄。
| 泳姿 | 距离 | 泳池类型 | 记录    | 创造年份 | 赛事           | 地点 | 备注     |
| ---- | ---- | -------- | ------- | -------- | -------------- | ---- | -------- |
| 蛙泳 | 50m  | 长池     | 27.65   | 2008年   | 日本公开赛     | 东京 |          |
| 蛙泳 | 100m | 长池     | 58.91   | 2008年   | 2008年北京奥运 | 北京 | 世界記録 |
| 蛙泳 | 200m | 长池     | 2.07.51 | 2008年   | 日本公开赛     | 东京 | 世界記録 |
| 蛙泳 | 50m  | 短池     | 27.14   | 2007年   | 日本短池预选赛 | 东京 |          |
| 蛙泳 | 100m | 短池     | 57.62   | 2008年   | 日本短池预选赛 | 东京 |          |

### 個人最佳紀錄
北島康介在長水道創下的個人最佳紀錄分別是：
| 賽事                 | 地點   | 項目        | 名次 | 成績      |
| -------------------- | ------ | ----------- | ---- | --------- |
| 2005年世界游泳錦標賽 | 蒙特婁 | 50公尺蛙泳  | 銅牌 | 27秒78    |
| 2008年北京奧運       | 北京   | 100公尺蛙泳 | 金牌 | 58秒91    |
| 日本公开赛           | 东京   | 200公尺蛙泳 | 金牌 | 2分07秒51 |

## 獲獎
- 2002年JOC最優秀運動獎
- 2006年JOC特別功勞獎

## 廣告
2004年任可口可樂旗下運動飲料「AQUARIUS 水動樂」日本廣告代言人

## 個人生活
2013年9月22日宣佈，已同日本兩男一女音樂組合girl next door的主唱千紗（本名前川千紗）註冊結婚，成為夫婦。2014年5月11日女兒出生。

## 電視劇
2019年8月9日，日本放送協會（NHK）發佈消息稱，北島康介將首次出演電視劇，參演2019年大河劇《韋駄天～東京奧運故事～》。
在劇中飾演號稱「富士山飛魚」的已故日本國民英雄、男子游泳健將古橋廣之進（1928～2009年），締造了自由泳世界記錄，彌補無法出征倫敦奧運的屈辱，掙回戰敗國的榮光。

## 外部連結
- 北島康介官方网站（日語）
- KITAJIMA, Kosuke International Who's Who 於2006年9月4日查閱
- 2002 World Championships - Short Course Swim Rankings results 於2007年7月24日查閱
- 12th FINA World Championships 於2007年6月9日查閱